# Jet (voornaam)
Jet is een Nederlandse meisjesnaam. Vaak is het een afkorting van Henriëtte of Mariëtte. Henriëtte is een (Franse) vrouwelijke vorm van de naam Hendrik.

## Etymologie
De etymologische betekenis is net als bij Hendrik "machthebber van het erf, huis", waarin het eerste lid (hen, waarschijnlijk vergelijkbaar met heim, hein) staat voor "erf, huis, grond" en het tweede lid (drik, rik, vgl. "rijk" in de betekenis van "land") vertaald kan worden als "macht" of "machtige".

## Leesplankje
De naam komt ook voor op het leesplankje van Cornelis Jetses, dat op Nederlandse scholen werd gebruikt (aap, noot, Mies, Wim, zus, Jet etc). Enkele varianten zijn Jette, Jetteke, Jetta, Jetje.

## Bekende naamdragers
- Jet Berdenis van Berlekom, Nederlands verzetsstrijdster in de Tweede Wereldoorlog
- Jet Boeke, een Nederlandse kinderboekenschrijfster
- Jet Bussemaker, PvdA-politica
- Jetske van den Elsen, NCRV-presentatrice
- Jet Harris, basgitarist van de Britse band The Shadows
- Jet Li, Chinees acteur
- Jetta Klijnsma, Nederlands politica
- Jette van der Meij, Nederlands (soap)actrice
- Jet Nijpels, VVD en later AOV-politica
- Jet Sol, RTL 4-presentatrice

### Fictief
- Jet Freggel, een van de figuren uit de kinderreeks De Freggels

## Nederlandstalige liedjes met de naam "Jet" in de titel
- Heb meelij Jet - Herman Emmink
- Dikke Jet - de Strangers
- Jet - Danny de Munk